# Liste der Stolpersteine in Wettenberg
In der Liste der Stolpersteine in Wettenberg werden die vorhandenen Gedenksteine aufgeführt, die im Rahmen des Projektes Stolpersteine des Künstlers Gunter Demnig in der Gemeinde Wettenberg in den Ortsteilen Krofdorf-Gleiberg, Launsbach und Wißmar bisher verlegt worden sind.
| Adresse                                             | Name                 | Inschrift | Verlegedatum     | Bild | Anmerkung |
| --------------------------------------------------- | -------------------- | --- | ---------------- | ---- | --------- |
| Wißmar Bahnhofstraße 8 (Standort)                   | Mathilde Schwalb     | Hier wohnte Mathilde Schwalb Jg. 1902 seit 1907 verschiedene Heilanstalten 'verlegt' 1941 Hadamar ermordet 20.2.1941 Aktion T4      | 3. Dezember 2014 |      |           |
| Krofdorf-Gleiberg Kinzenbacher Straße 11 (Standort) | Karl Drescher        | Hier wohnte Karl Drescher Jg. 1864 eingewiesen 1944 Heilanstalt Weilmünster 'verlegt' Okt. 1944 Hadamar ermordet 24.10.1944         | 26. August 2013  |      |           |
| Launsbach Kirchgärten 3 (Standort)                  | Wilhelm Bechthold    | Hier wohnte Wilhelm Bechthold Jg. 1902 eingewiesen 1940 Heilanstalt Idstein ermordet 15.1.1942                                      | 3. Dezember 2014 |      |           |
| Launsbach Kirchgärten 3 (Standort)                  | Margarethe Bechthold | Hier wohnte Margarethe Bechthold Jg. 1898 seit 1922 verschiedene Heilanstalten 'verlegt' 1937 Anstalt Herborn tot 12.2.1940         | 3. Dezember 2014 |      |           |
| Launsbach Kirchgärten 3 (Standort)                  | Wilhelmine Bechthold | Hier wohnte Wilhelmine Bechthold Jg. 1893 seit 1932 verschiedene Heilanstalten 'verlegt' 1941 Anstalt Herborn tot an den Spätfolgen | 3. Dezember 2014 |      |           |
| Krofdorf-Gleiberg Wetzlarer Straße 18 (Standort)    | Louis Schleenbecker  | Hier wohnte Louis Schleenbecker Jg. 1897 Flucht 1934 Saarland 1935 Frankreich 1936 Spanien Internationale Brigaden 1938 Paraguay    | 3. Dezember 2014 |      |           |
| Krofdorf-Gleiberg Wetzlarer Straße 18 (Standort)    | Klara Schleenbecker  | Hier wohnte Klara Schleenbecker geb. Pfaff Jg. 1897 gedemütigt/entrechtet mit Hilfe überlebt                                        | 3. Dezember 2014 |      |           |
| Krofdorf-Gleiberg Wiesenstraße 30 (Standort)        | Wilfried Bender      | Hier wohnte Wilfried Bender Jg. 1934 eingewiesen 1942 Heilanstalt Scheuern 'verlegt' 1943 Heilanstalt Idstein ermordet 12.2.1943    | 26. August 2013  |      |           |